# Brevirostres
De Brevirostres zijn een, wellicht parafyletische groep van krokodilachtigen die alligatoriden en crocodyliden omvat. Brevirostres zijn krokodilachtigen met kleine snuiten en onderscheiden zich van de langsnuitige gavialen. Het wordt fylogenetisch gedefinieerd als de laatste gemeenschappelijke voorouder van Alligator mississippiensis (de Amerikaanse alligator) en Crocodylus niloticus (de Nijlkrokodil) en al zijn nakomelingen. Deze classificatie was gebaseerd op morfologische studies die voornamelijk gericht waren op het analyseren van skeletkenmerken van levende en uitgestorven fossiele soorten, en plaatste de gavialen buiten de groep vanwege hun unieke schedelstructuur, en kan worden weergegeven in het vereenvoudigde cladogram hieronder:
|              | Gavialoidea                                                      |
|              |                                                                  |
| Brevirostres | \| \| Alligatoroidea \| \| \| \| \| \| Crocodyloidea \| \| \| \| |
|              | \| \| Alligatoroidea \| \| \| \| \| \| Crocodyloidea \| \| \| \| |
|              | Alligatoroidea                                                   |
|              |                                                                  |
|              | Crocodyloidea                                                    |
|              |                                                                  |

|  | Alligatoroidea |
|  |                |
|  | Crocodyloidea  |
|  |                |

Recente moleculaire studies met behulp van DNA-sequencing hebben Brevirostres echter afgewezen door de krokodillen en gavialen nauwer verwant te plaatsen aan elkaar dan aan de alligators. De nieuwe clade Longirostres werd benoemd door Harshman et alii in 2003 en kan worden weergegeven in het onderstaande cladogram:
|              | Alligatoroidea                                                |
|              |                                                               |
| Longirostres | \| \| Gavialoidea \| \| \| \| \| \| Crocodyloidea \| \| \| \| |
|              | \| \| Gavialoidea \| \| \| \| \| \| Crocodyloidea \| \| \| \| |
|              | Gavialoidea                                                   |
|              |                                                               |
|              | Crocodyloidea                                                 |
|              |                                                               |

|  | Gavialoidea   |
|  |               |
|  | Crocodyloidea |
|  |               |

## Geschiedenis
De Brevirostres, de 'kortsnuiten', werden voor het eerst benoemd door Karl Alfred von Zittel in 1890. Von Zittel beschouwde Gavialis, de gaviaal, als nauw verwant aan Tomistoma, de valse gaviaal, en sloot ze uit van de groep. Tomistoma, zoals de naam al aangeeft, wordt traditioneel niet beschouwd als nauw verwant aan Gavialis, maar wordt in plaats daarvan geclassificeerd als een krokodil. Volgens deze classificatie zijn alle leden van Brevirostres brevirostrine ofwel kortsnuitig. Recente moleculaire analyses ondersteunen de classificatie van von Zittel door Tomistoma als een naaste verwant van Gavialis te plaatsen. Als deze classificatie wordt geaccepteerd, kan Brevirostres worden beschouwd als een jonger synoniem van Crocodylia. Als Brevirostres worden gedefinieerd als de laatste gemeenschappelijke voorouder van alle brevirostrines, inclusief Tomistoma, en al zijn nakomelingen, zouden de nakomelingen van de gemeenschappelijke voorouder de gaviaal omvatten, en dus alle krokodillen.